# NGC 1902
NGC 1902 (również ESO 85-SC66) – gromada otwarta, znajdująca się w gwiazdozbiorze Złotej Ryby. Należy do Wielkiego Obłoku Magellana. Odkrył ją John Herschel 23 listopada 1834 roku.